# Eugeniusz Arciuszkiewicz
Eugeniusz Arciuszkiewicz (ur. 7 lutego 1907 r. w Jachmowszczyźnie, zm. 10 grudnia 1983 r. w Toronto) – lotnik, podpułkownik obserwator, dowódca 1586. eskadry specjalnego przeznaczenia i dywizjonu 301, kawaler Virtuti Militari.

## Życiorys
W 1928 r. zdał egzamin maturalny i zgłosił się do odbycia służby wojskowej. Został skierowany na szkolenie unitarne w Szkole Podchorążych Piechoty w Ostrowi Mazowieckiej. W 1929 rozpoczął naukę w Szkole Podchorążych Lotnictwa, którą ukończył z piątą lokatą w 1931 r.
Został przydzielony do 5. pułku lotniczego, gdzie w październiku 1933 r. objął dowództwo nad pierwszym plutonem 56. eskadry towarzyszącej. W lutym 1935 r. został adiutantem pułku i pełnił tę funkcję do kwietnia 1936 r. Od listopada 1936 r. dowodził drugim plutonem 56. eskadry. W 1939 r. został awansowany na stopień kapitana z 55. lokatą.
Po wybuchu II wojny światowej walczył w składzie 56. eskadry. 1 września, w załodze z por. pil. Antonim Jankowskim, wykonał lot łącznikowy do Nowego Sącza. Podczas lotu powrotnego zostali ostrzelani przez polskie oddziały, podczas lądowania maszyna straciła podwozie. W związku z zagrożeniem wykrycia lotniska przez Luftwaffe 5 września, w załodze z kpr. Konstantym Gawlikiem, poszukiwał w rejonie Tarnowa i Dębicy dogodnego miejsca na lotnisko eskadry. Tego samego dnia, w załodze z st. sierż. Hipolitem Kazimierczakiem, wykonał lot rozpoznawczy. 7 września, z kpr. pil. Gawlikiem, poleciał na rozpoznanie w rejonie Bardejowa. W trakcie lotu rozpoznał i ostrzelał sztab niemieckiej 1. Dywizji Górskiej w Domu Zdrojowym w Bardejowie. 14 września, również z kpr. pil. Gawlikiem, przeprowadził rozpoznanie w rejonie Sambora i Borysławia. Po agresji ZSRR na Polskę przekroczył granicę z Rumunią i przedostał się do Francji. Z działań 56. eskadry przygotował sprawozdanie, które pozostaje w zasobach Instytutu Historycznego i Muzeum im. gen. Władysława Sikorskiego w Londynie.
We Francji trafił do bazy Lyon-Bron. Po klęsce Francji został ewakuowany do Wielkiej Brytanii. Wstąpił do Polskich Sił Powietrznych, otrzymał numer służbowy RAF P-0137. 7 stycznia 1941 r. w Prestwick rozpoczął szkolenie nawigacyjne, 14 czerwca otrzymał przydział do dywizjonu 305. 13 czerwca 1942 r. objął w nim stanowisko dowódcy eskadry.
7 stycznia 1943 r. objął funkcję oficera operacyjnego, a następnie łącznikowego w 99. Grupie Bombowej. Starał się o powrót do latania operacyjnego i 14 kwietnia 1944 r. otrzymał przydział do 1586. eskadry specjalnego przeznaczenia. W nocy z 15 na 16 kwietnia 1944 r. w samolocie Halifax JP-177 „P” wykonał lot ze zrzutem zaopatrzenia na placówkę „Paszkot” w Podokręgu Rzeszów Armii Krajowej. Z 23 na 24 kwietnia poleciał w okolicę Bolzano z misją zrzutu zaopatrzenia dla włoskiego ruchu oporu. Tydzień później wykonał kolejny lot z zaopatrzeniem nad północne Włochy.
W nocy z 4 na 5 maja dokonał zrzutu 9 zasobników i 12 paczek na placówkę „Odra" 218 w rejonie Piotrkowa. Dwa tygodnie później, z 19 na 20 maja, z powodu złej pogody nad Tatrami, nie odnalazł placówki „Karabela" 310 położonej w rejonie stacji kolejowej Stryj. Po raz kolejny nad okupowaną Polskę powrócił w nocy z 21 na 22 maja, na placówkę „Kos" w rejonie wsi Wierzbno zrzucił zaopatrzenie i sześciu cichociemnych, wśród których znajdował się gen. Leopold Okulicki. W nocy z 25 na 26 maja poleciał z misją zrzutu zaopatrzenia w Jugosławii. 15 czerwca objął stanowisko dowódcy 1586. eskadry.
Po wybuchu powstania warszawskiego, po naradzie z mjr. Janem Jaźwińskim i ppłk. Marianem Dorotycz-Malewiczem, postanowił w tajemnicy przed Brytyjczykami wysłać cztery samoloty eskadry ze zrzutem zaopatrzenia dla walczącej Warszawy. Jego podwładni wspominali, że zadania wyznaczał w sposób sprawiedliwy, latał na równi z innymi załogami eskadry. W czasie służby w 1586. eskadrze wykonał 16 lotów ze zrzutem zaopatrzenia. 7 listopada (po powrocie eskadry do stanu etatowego dywizjonu 301) pełnił funkcję dowódcy dywizjonu.
Po zakończeniu działań wojennych nie zdecydował się na powrót do Polski, pozostał na emigracji i wyjechał do Kanady. W późniejszym okresie został awansowany do stopnia podpułkownika. Zmarł 10 grudnia 1983 r. w Toronto. Pamiątki po nim zostały przekazane do Muzeum Lotnictwa Polskiego w Krakowie.

## Ordery i odznaczenia
Za swą służbę otrzymał odznaczenia:
- Krzyż Srebrny Virtuti Militari nr 9348,
- Krzyż Walecznych – czterokrotnie,
- Medal Lotniczy – czterokrotnie,
- Polowa Odznaka Pilota,
- Distinguished Flying Cross.